# Каликино (Вязниковский район)
Кали́кино — деревня в составе муниципального образования Октябрьского сельского поселения в Вязниковском районе Владимирской области России. Этот населённый пункт состоит из одной улицы.

## География
Деревня  расположена около 3 километрах от сельсовета Октябрьский.

## Население
| 1859 | 1905 | 1926 | 2010 | 2021 |
| ---- | ---- | ---- | ---- | ---- |
| 55   | ↗83  | ↗119 | ↘5   | ↘4   |